# Aretha Franklin
Aretha Louise Franklin, född 25 mars 1942 i Memphis i Tennessee, död 16 augusti 2018 i Detroit i Michigan, var en amerikansk soul- och rhythm & blues-sångare, ett av de största namnen inom soulmusiken, låtskrivare och pianist. Hon började tidigt sjunga gospel och skivdebuterade som 14-åring 1956. Hon gjorde under andra halvan av 1960-talet mängder med inspelningar som kom att bli klassiska inom soulen, till exempel "Respect", "I Never Loved a Man (The Way I Love You)", "Chain of Fools", "I Say a Little Prayer", "(You Make Me Feel Like) A Natural Woman" och "Think". Andra kända låtar är bland annat "Baby I Love You", "Spanish Harlem" (cover på Ben E. Kings låt), "Rock Steady", "Until You Come Back to Me (That's What I'm Gonna Do)" och "Freeway of Love". Dessa låtar och många fler kom att ge Franklin smeknamnet "The Queen of Soul".
Franklin hade 20 ettor på Billboards Rhythm and Blues-lista i USA. Hon hade även två ettor på Billboard Hot 100 med "Respect" 1967 och "I Knew You Were Waiting (For Me)", den sistnämnda tillsammans med George Michael 1987.
Tidningen Rolling Stone rankade henne som etta på sin lista över de 100 bästa sångarna någonsin och som nia på sin lista över de bästa artisterna genom tiderna. Hon var även den första kvinnliga artisten att bli invald i Rock and Roll Hall of Fame 1987. Hon nominerades till sammanlagt 44 Grammy Awards varav hon vann 18 stycken. Hon har en stjärna på Hollywood Walk of Fame vid adressen 6920 Hollywood Blvd.

## Biografi

### Karriär
Under 1950-talet uppträdde Franklin i kyrkor med gospelmusik. Hon fick 1960 skivkontrakt hos det större bolaget Columbia Records. Hennes första album för bolaget, Aretha: With The Ray Bryant Combo, lanserades 1961. Skivan innehöll hennes första listnoterade singel, "Won't Be Long". Samma år släpptes även hennes största hit för Columbia, "Rock-a-Bye Your Baby with a Dixie Melody", som nådde plats 37 på Billboard Hot 100-listan. Franklin gjorde ett flertal album för bolaget fram till 1966. Flera singlar släpptes också, varav många listnoterades men mer sällan på någon högre placering.
I januari 1967 valde Franklin att inte förnya sitt kontrakt med Columbia, och skrev istället på för Atlantic Records. I februari samma år släppte hon sin debutsingel för bolaget, "I Never Loved a Man (The Way I Love You)". Låten nådde förstaplatsen på Billboards R&B-singellista och niondeplatsen på poplistan och blev med råge hennes dittills största skivframgång. Några månader senare lanserades Franklins cover på Otis Reddings komposition "Respect". Denna blev en stor succé och har med åren blivit hennes signum. Båda låtar ingick på hennes första album för Atlantic, I Never Loved a Man the Way I Love You. 1967 släpptes också hennes andra album, Aretha Arrives, innehållandes singelhiten "Baby i Love You". Framgångarna fortsatte 1968 med albumen Lady Soul och Aretha Now!, som innehöll singlar som "Chain of Fools", "(You Make Me Feel Like) A Natural Woman", "Think" och "I Say a Little Prayer". Hon gjorde i maj 1968 två dagars gästspel i Stockholm. 1969 släpptes det mindre uppmärksammade coveralbumet Soul '69.

Under det tidiga 1970-talet lanserade hon kritikerrosade album som Spirit in the Dark (1970) och Young, Gifted and Black (1972). Hon hade singelframgångar med låtar som "Spanish Harlem", "Rock Steady" och "Until You Come Back to Me (That's What I'm Gonna Do)". Franklin släppte många skivor under mitten av 1970-talet som listnoterades, men de sålde successivt sämre och 1979 spelade hon in sitt sista album för Atlantic Records, La Diva. 

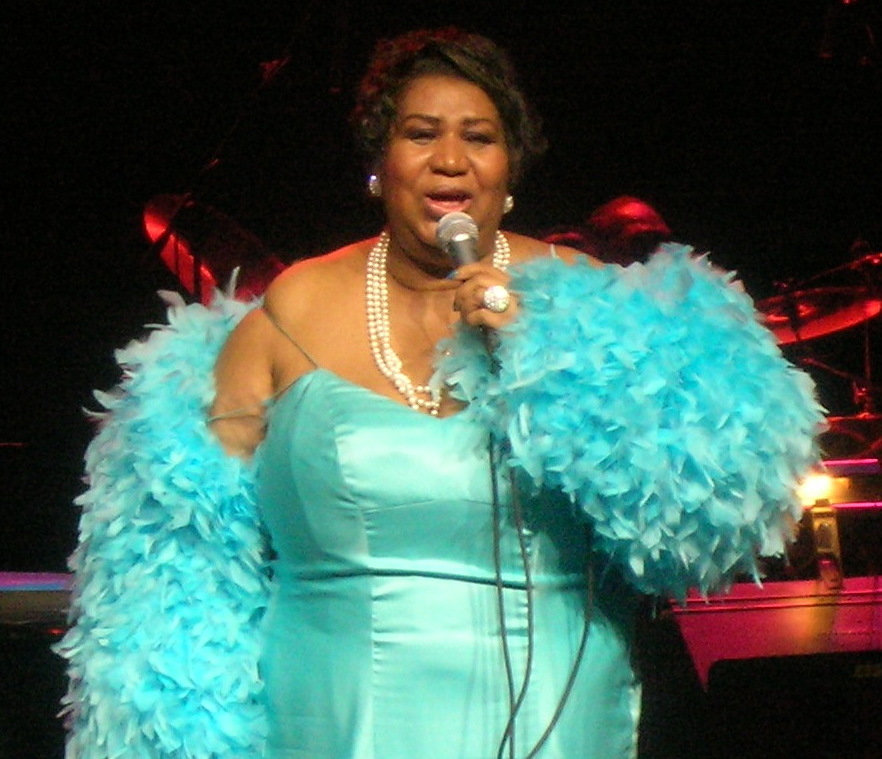
Aretha Franklin 2007.

Hon kom 1980 istället till Arista Records. Efter ett antal album på bolaget släppte hon 1985 skivan Who's Zoomin' Who? som blev hennes största succé på många år. Titelspåret och "Freeway of Love" blev framgångsrika singlar, liksom "Sisters Are Doin' It for Themselves" som var en duett tillsammans med Eurythmics. Även uppföljaralbumet Aretha innehöll två hitlåtar med en cover på The Rolling Stones "Jumpin' Jack Flash" samt "I Knew You Were Waiting (For Me)", en duett med George Michael. 1998 fick hon en hit med Lauryn Hills komposition "A Rose Is Still a Rose", vilket också blev titelspår på ett album samma år som sålde guld. Franklin förblev på Arista Records fram till 2004. Hennes sista skiva på bolaget blev So Damn Happy 2003.

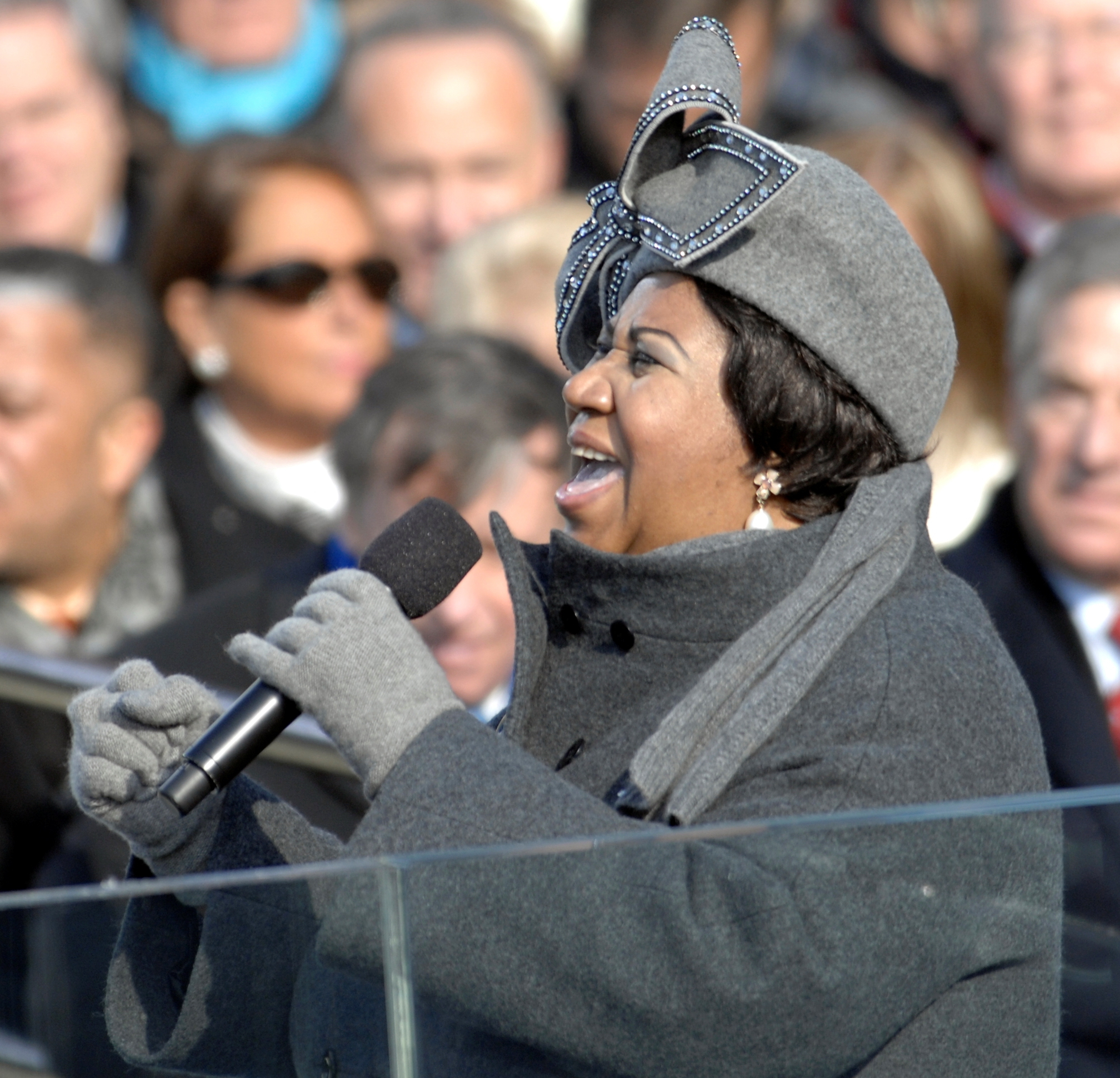
Aretha Franklin sjöng My Country, Tis of Thee då Barack Obama svors in som president i januari 2009.

20 januari 2009 när Barack Obama blev president sjöng hon, som enda medverkande artist, sången My Country, 'Tis of Thee, och hon sjöng även när Bill Clinton tillträdde 1992.
Franklin fortsatte att uppträda under 2010-talet, även om hälsoproblem tvingade henne att ställa in många konserter. År 2014 släppte hon skivan Aretha Franklin Sings the Great Diva Classics, där hon tolkar modernare hitlåtar som "Rolling in the Deep" och "Nothing Compares 2 U" tillsammans med äldre kompositioner.
Aretha Franklin medverkade i filmen The Blues Brothers 1980 där hon gör ett musiknummer med låten Think. Hon medverkade även i uppföljaren Blues Brothers 2000 där hon framförde låten "Respect". Franklin led av flygfobi, vilket påverkade hennes spelschema.

### Hälsoproblem
Aretha Franklin hade långa tider viktproblem, var kedjerökare och alkoholist. Hon slutade röka 1992 och uppgav 1994 att rökningen förstörde hennes röst, men efter att ha slutat röka konstaterade hon 2003 att hennes vikt ökat markant.
2010 ställde Franklin in ett antal konserter på grund av en tumöroperation, där läkarna sa att operationen skulle öka hennes livslängd med 15–20 år. Den 9 maj 2011 gjorde hon comeback på scenen i Chicago. Under 2013 ställde Franklin åter in flera framträdanden för att få medicinsk behandling.  Under en telefonintervju med The Associated Press i augusti 2013 sa Franklin att hon haft en mirakulös återhämtning från sin sjukdom men tvingats att ställa in konserter tills hon var 100% återhämtad, men att hon då var 85% återhämtad.
2017 ställde Aretha Franklin in en rad konserter på grund av hälsoproblem och vädjade under en utomhuskonsert i Detroit till publiken att "innefatta henne i sina böner". I juli 2017 stod hon åter på scen, men under 2018 ställdes hennes konserter in på grund av läkarrekommendation. Hennes framträdande på Cathedral of Saint John the Divine i New York City under Elton Johns 25:e årliga gala för Elton John AIDS Foundation den 7 november 2017 kom att bli hennes sista.

### Sista tiden och död
Den 13 augusti 2018 rapporterades det att Franklins hälsa försämrats avsevärt och att hon blivit inlagd på ett sjukhus i Detroit. Senare samma dag rapporterades det att hon vårdades på hospis, omgiven av sina nära. Hon besöktes av bland andra Stevie Wonder och Jesse Jackson. Aretha Franklin avled i sitt hem i Detroit den 16 augusti 2018 vid en ålder av 76 år. Dödsorsaken rapporterades vara en framskriden neuroendokrin bukspottkörtelcancer.

## Privatliv
Aretha Franklins far var baptistpastorn Cecil Franklin och hennes systrar är sångarna Erma Franklin och Carolyn Franklin. I familjen fanns dessutom en syster och en halvbror på modern Barbara Siggers Franklins sida. Föräldrarna separerade när hon var sex år och modern avled fyra år senare, 34 år gammal, i en hjärtinfarkt; makarna skilde sig aldrig. Fadern sköts av rånare 1979, hamnade i koma och avled 1984.
När Aretha Franklin var tolv år föddes hennes första son, Clarence (f. 1955). Fadern till barnet var Edvard Burke, en pojke från hennes skola. Vid 15 års ålder fick hon sitt andra barn, sonen Edward (f. 1957), vars far var Edward Jordan. Pojkarna uppfostrades av Franklins farmor, och Franklin talade ogärna med medier om sina två första graviditeter. År 1961, när hon var 19 år, gifte hon sig med Ted White, som blev hennes manager och låtskrivare. Fyra år senare föddes hennes tredje son, Ted White Jr, (f. 1964) som senare kom att bli gitarrist i hennes band. Äktenskapet var turbulent och Franklin och White skilde sig 1969. Mellan åren 1969 och 1976 hade hon en relation med managern Ken Cunningham och fick med honom sin fjärde son 1970, Kecalf Cunningham. År 1978 gifte hon sig med skådespelaren Glynn Turman. Hennes far vigde dem i sin kyrka. Turman och Franklin skilde sig 1984.

## Diskografi

### Singlar som nått topp tio på US Hot 100[37]
| År   | Titel                                                   | Högsta position |
| ---- | ------------------------------------------------------- | --------------- |
| 1967 | "I Never Loved a Man (The Way I Love You)"              | 9               |
| 1967 | "Respect"                                               | 1               |
| 1967 | "Baby I Love You"                                       | 4               |
| 1967 | "(You Make Me Feel Like) A Natural Woman"               | 8               |
| 1967 | "Chain of Fools"                                        | 2               |
| 1968 | "(Sweet Sweet Baby) Since You've Been Gone"             | 5               |
| 1968 | "Think"                                                 | 7               |
| 1968 | "The House That Jack Built"                             | 6               |
| 1968 | "I Say a Little Prayer"                                 | 10              |
| 1971 | "Bridge Over Troubled Water" / "Brand New Me"           | 6               |
| 1971 | "Spanish Harlem"                                        | 2               |
| 1971 | "Rock Steady"                                           | 9               |
| 1972 | "Day Dreaming"                                          | 5               |
| 1973 | "Until You Come Back to Me (That's What I'm Gonna Do)"  | 3               |
| 1985 | "Freeway of Love"                                       | 3               |
| 1985 | "Who's Zoomin' Who"                                     | 7               |
| 1987 | "I Knew You Were Waiting (For Me)" (med George Michael) | 1               |

## Filmografi

### Filmer
- The Blues Brothers (1980)
- Motown 40: The Music Is Forever (1998) (ABC TV-dokumentär)
- Blues Brothers 2000 (1998)
- VH1 Divas Live (1998)
- Immaculate Funk (2000) (dokumentär)
- Rhythm, Love and Soul (2002)
- Tom Dowd & the Language of Music (2003) (dokumentär)
- Singing in the Shadow: The Children of Rock Royalty (2003) (dokumentär)
- From The Heart / The Four Tops 50th Anniversary and Celebration (2004)
- Atlantic Records: The House that Ahmet Built (2007) (dokumentär)
- The Zen of Bennett (2012) (dokumentär)
- Muscle Shoals (2013) (dokumentär)
- Amazing Grace (2018) (dokumentär)

### TV
- Solid Gold (flera framträdanden, senaste 1982 när hon framförde "Jump To It")
- Kelly & Company (Marilyn Turner och John Kelly) (Detroit)
- Dayna (Dayna Eubanks, tidigare nyhetsuppläsare i Detroit)
- Rolonda Show (Rolonda Watts)
- The Oprah Winfrey Show (flera framträdanden, bland annat i Oprahs 40-årsdag, med Patti LaBelle och Gladys Knight)
- Live with Regis and Kelly (flera framträdanden)
- The View
- Late Show with David Letterman (2014)